# مراح العين
مراح العين هي إحدى القرى اللبنانية من قرى قضاء الهرمل في محافظة بعلبك الهرمل.